# Zhangixalus suffry
飛蛙（學名：Rhacophorus suffry）。在2007年,科學家在喜馬拉雅山東麓發現這種新品種 。因為其蹼足很大，令其在下落過程中可以滑翔
。